# Stephan Balkenhol
Stephan Balkenhol (født 10. Februar 1957 i Fritzlar, Tyskland) er en moderne tysk billedhugger.

## Baggrund
Stephan Balkenhol voksede op i Fritzlar, Luxembourg og Kassel som den yngste af fire sønner. Hans mor var hjemmegående og faren var gymnasielærer. Balkenhol gik på Europaskolen i Luxembourg i flere år, hvor hans far også underviste. Balkenhol er uddannet fra Friedrichsgymnasium i Kassel . Sammen med sin klassekammerat Peer Schröder udgav han det hektografiske magasin Schorli Morli ;  Dette foregik i årene efter, at de sammen havde oplevet documenta 5 i 1972.  Balkenhol studerede fra 1976 til 1982 ved Hochschule für Bildende Künste i Hamborg sammen med Ulrich Rückriem. Karl Schmidt-Rottluff-stipendiet muliggjorde, at Balkenhol kunne uddanne sig til billedhugger.
Balkenhol var efterfølgende lærer ved Städelschen Kunstinstitut i Frankfurt . Siden 1992 har han været professor ved Akademie der bildenden Künste i Karlsruhe . I sit atelier i Karlsruhe har de studerende mulighed for at kommentere på hans arbejde. 
Balkenhol bor og arbejder i Karlsruhe, Berlin, Meisenthal i Lorraine  og Kassel .
Balkenhol er bror til Bernhard Balkenhol og Thomas Balkenhol .

## Værker
Balkenhol arbejder i skulpturer, relieffer, tegninger og grafiske teknikker såsom litografi, træsnit og screenprint . De groft udhugget og farvede træskulpturer er hans varemærke. Det repræsenterer mennesker, dyr og arkitekturer, undertiden kombineret på en surrealistisk måde. Mennesket er i fokus i hans arbejde. Han udvikler basistyper, som han varierer på mange måder. Hans mest berømte type figur er manden med sorte bukser og hvid skjorte. Skulpturernes tøj og kropsholdning peger på nutiden. De viser ingen klare følelser, og for beskueren ser de ud til at se ind i et tomrum eller til ukendte punkter. Figurerne forbliver fjerne, anonyme og forundrede.
Træ er Balkenhols vigtigste arbejdsmateriale. Bløde træsorter, såsom poppel eller wawa-træ, giver kunstneren mulighed for præcist at udarbejde ansigterne på hans figurer. I de fleste skulpturer er figuren skåret ud af træet på en sådan måde, at figuren og bunden forbliver forbundet som et stykke. Materialet forbliver klart genkendeligt i hans værker, og behandlingen forbliver synlig i den ru struktur under malingen. Materielle og synlige spor af arbejdsprocessen er derfor en del af kunstværket.
| Citat             | Meine Skulpturen erzählen keine Geschichten. In ihnen versteckt sich etwas Geheimnisvolles. Es ist nicht meine Aufgabe, es zu enthüllen, sondern die des Zuschauers, es zu entdecken. | Citat |
| Stephan Balkenhol | |       |

| Citat             | Dabei wollte ich Bildwerke schaffen, die sich – abgesehen von der Figuration – jeder Schublade entzogen: kein expliziter Rückgriff auf die Tradition, keine Botschaften jeglicher Art, keine starke Expressivität. | Citat |
| Stephan Balkenhol | |       |

 Balkenhol giver bevidst sine figurer et ligeglad udtryk, så betragteren selv har mulighed for at fortolke skulpturen. Et smil eller en anden sindstilstand ser ud som "frosset". Han arbejder på flere skulpturer på samme tid og producerer omkring 100 skulpturer om året. Træbunden er fastgjort på træfigurerne. Figurerne vokser ud af bjælkerne under arbejdet. 
Hans hidtil højeste skulptur, den seks meter høje mandlige torso, som er lavet af cedertræ, Semper più (“Altid mere”), blev midlertidigt installeret i Caesar Forum i Rom i 2009. 
I 2012 forårsagede en Balkenhol-skulptur på tårnet i St. Elisabeth-kirken i Kassel kontrovers. Direktøren for documenta 13, Carolyn Christov-Bakargiev, kritiserede den katolske kirke for at have sat dette kunstværk op i slutningen af documenta. ”Det er meget irriterende. Den kunstneriske leder føler sig truet af denne figur, der ikke har noget at gøre med documenta (13)", sagde den administrerende direktør for documenta Bernd Leifeld . Ikke desto mindre holdt kirken fast på Balkenhol-udstillingen og installationen.  Skulpturen blev doneret af kunstneren til St. Elisabeth-kirken efter udstillingen.
Ud over de unikke skulpturer og tegninger har Stephan Balkenhol også skabt et omfattende arbejde med bronzeudgaver og -tryk, som blev dokumenteret i to kataloger over værker i 2014 og 2015. 

## Værkudvælgelse

### Kunst i det offentlige rum
- L'Homme sur sa Bouée, Amiens, Frankrig
- L'Homme à la Chemise rouge, Amiens, Frankrig
- La Femme à la Robe verte, Amiens, Frankrig
- Stor mand med lille mand i Palais på Pariser Platz, i området Mitte i Berlin
- Bonhoefferkirche, Westhagen
- University of Bayreuth campus
- Mand med fugl (1996), Bremen, på Martinianleger (indtil 2003 på Bredenplatz)
- Fire mænd på bøjer i Hamborg . Figurerne er lavet af eg, vejer hver ni ton og er monteret på bøjer. Hver forår efterses figurerne i et værksted af Balkenhol selv ved Finkenwerder i Hamborg. [8] De fire placeringer er:
  - Hamburg-Altona, Elbe nær Övelgönne
  - Hamburg-Bergedorf, Serrahn
  - Hamburg-Mitte, Außenalster,
  - Hamborg-Harburg, Süderelbe
- Mandsfigur, sang, vandtårn fra firmaet Maggi - Nestlé Deutschland AG
- Bronzeskulpturer mand + kvinde foran Hamborgs centrale bibliotek (Am Hühnerposten ) [9]
- Bronzeskulptur af en mand på en girafs hals. Skulpturen blev afsløret den 26. april 2001 i Hamburg-Stellingen (ved hovedindgangen til Hagenbecks zoologiske have, på hjørnet af Lokstedter Grenzstraße og Koppelstraße)
- Stor søjlefigur på Senser Platz i byen Lörrach
- Mand med et rådyr, Hannover
- Mand i hjorte gevir, bronzeskulptur, Ratingen Angertal, nær parkeringsplads Steinkothen
- Ny <i id="mwtA">jernmand</i> i ”amfiteatret” i den barokke have i byen Kleve
- MARTa Herford
- Armen foran det tyske søfartsmuseum, Bremerhaven
- Sphaera (skulptur mand på Mozartkugel) i Salzburg
- Mand med udstrakte arme og hvid skjorte, Kaufingerstrasse München, foran Kaufingertorpassage
- Balanceakt, Axel Springer skyskraber, Berlin
- Mand i tårnet, Gießener Kunstweg
- Semper più i Caesarforum, Rom
- Mand med en hvid skjorte og sorte bukser, La Cartuja, Sevilla
- Man with Fish, Chicago, Shedd Aquarium, 2001
- Richard Wagner-mindesmærket, afsløret den 22. maj 2013 i Leipzig
- Jean Moulin- mindesmærke, der blev afsløret den 10. juli 2014 i hovedhallen i Metz togstation
- Emma på Passeierpromenaden i Merano . Bidrag til kunstprojektet MenschenBilder, april 2015
- Großer Kneeling, 2015, foran Hörmanns hovedkontor i Steinhagen
- Rytter på søhestskulptur, den 20. juli 2018 opstillet ved floden Rems i Waiblingen [10]

### Kunst på museer
- Kunstmuseum Basel : 12 venner, relief lavet i fyrretræ fra 1988
- Museum for moderne kunst, Frankfurt am Main: 57 pingviner lavet i Wawa-træ fra 1991
- Hamburger Kunsthalle : Store krop, 1991
- Museum im Kulturspeicher, Würzburg: Stort relief med mand og kvinde fra 2000, poppeltræ, farvet
- Museum Ludwig, Köln
- Musée d'Art Moderne Grand-Duc Jean, Luxembourg By: Slot fra 2003, Storhertug Jean fra 2006, Storhertuginde Joséphine Charlotte, trærelieffer
- Marta Herford

## Priser
- 1983: Karl Schmidt Rottluff-stipendium
- 1986: Arbejdsstipendie fra den frie og Hansestaden Hamburg
- 1989: Kampagneprisen for den internationale pris i staten Baden-Württemberg
- 1990: Bremen Art Prize
- 2014: Ordre des Arts et des Lettres, tildelt af den franske kultur- og kommunikationsminister, Aurélie Filippetti
- 2016: Æresmedlemskab i Academy of Russian Arts [11]

## Udstillinger
- 1986: Kassel Art Association, Kassel
- 1988: Kunsthalle Basel (med Marika Mäkelä), Basel
- 1991: Skulpturer i Städelgarten, Städelsches Kunstinstitut, Frankfurt am Main
- 1992: Hamburger Kunsthalle, Hamborg
- 1994: Nationalgalerie Berlin
- 1995: Hirshhorn Museum and Sculpture Garden, Washington
- 1996: Montreal Museum of Fine Arts, Montreal; Saatchi Gallery, London
- 1998: Fra Heydt Museum Wuppertal; Wolfsburg kunstmuseum
- 1999: BAWAG Foundation Wien
- 2000: Museum Kurhaus Kleve
- 2001: Centro Galego de Arte Contemporánea, Santiago de Compostela; Museum of Fine Arts, Leipzig
- 2003: Le Rectangle / Goethe-Institut, Lyon; Skulpturer, fotografier, tegninger og materialer, Sprengel Museum Hannover
- 2005: National Museum of Art, Osaka
- 2006: Statskunstgalleri Baden-Baden
- 2007: PAC, Milan; Museum for moderne kunst Salzburg ; Küppersmühle Museum for Moderne Kunst, Duisburg
- 2008: Deichtorhallen, Hamborg; John Berggruen Galleri, San Francisco
- 2009: Dogenhaus Gallery, Leipzig
- 2010: Musée de Grenoble, Frankrig
- 2011: Essl Museum, Klosterneuburg / Wien
- 2012: St. Elisabeth Kirke, Kassel
- 2014: Stephan Balkenhol. Kunstmuseum Ravensburg
- 2014: Waldfrieden Wuppertal skulpturpark
- 2014: Landesgalerie Linz (Øvre østrigske statsmuseum), 23. oktober til 22. februar 2015
- 2015: Leopold Hoesch Museum, Düren (med Jeff Wall )
- 2016: Fondation Fernet-Branca (med Philippe Cognée), Saint-Louis / Alsace
- 2016: Moskva museum for moderne kunst (MMOMA), Moskva
- 2016: Fondation Fernet-Branca (med Philippe Cognée), Saint-Louis / Alsace
- 2016: CouCou Gallery, Kassel: "Hjemmekørsel". 13. oktober - 25. november 2016
- 2018: Centro de Arte Contemporáneo de Málaga (CAC), Málaga
- 2018: Kunsthalle i Emden, Emden : Stephan Balkenhol, 9. juni til 19. september 2018
- 2018: Cultuurcentrum Scharpoord, Knokke-Heist (Belgien) [12]
- 2019: frist. Stephan Balkenhol, 6. april - 14 juli 2019, Museum of Gravkultur, Kassel
- 2020: Keteleer Gallery, Antwerpen
- 2020: Lehmbruck Museum, Duisburg
- 2020: Galerie Thaddaeus Ropac, Salzburg
- 2020: Museum Jorn, Silkeborg, 29. maj - 30. august 2020

## Weblink
- Litteratur af og om Stephan Balkenhol i det tyske nationalbiblioteks katalog
- Stephan Balkenhol
- Biografi og værker af Stephan Balkenhol Arkiveret 13. marts 2007 hos  Wayback Machine
- Balkenhol på Kunstaspekte.de Arkiveret 10. april 2016 hos  Wayback Machine
- Indtastning i Artcyclopedia
- Biografi og liste over udstillinger af Stephan Balkenhol